# Diamesa veletensis
Diamesa veletensis är en tvåvingeart som beskrevs av Serra-tosio 1971. Diamesa veletensis ingår i släktet Diamesa och familjen fjädermyggor. Inga underarter finns listade i Catalogue of Life.